# Исмаилов, Татен
Тате́н Исмаи́лов (кирг. Татен Исмаилов; 1929 год, Сыр-Дарьинский округ, Казакская АССР, РСФСР, СССР — 1976 год, с. Баш-Булак, Кара-Сууский район, Ошская область, Киргизская ССР) — старший чабан племзавода «Катта-Талдык» Кара-Суйского района Ошской области, Киргизская ССР. Герой Социалистического Труда (1966).

## Биография
Родился в 1929 году в селе Борисовка (ныне — в черте города Туркестан) в крестьянской семье.
Происходит из подрода апай рода таракты племени аргын. С 1947 года трудился пастухом, старшим чабаном в племенном совхозе «Катта-Талдык» Кара-Суйского района. Занимался выращивание овец тонкорунной породы.
В 1965 году бригада Татена Исмаилова, обслуживая отару в 670 голов, вырастила в среднем по 133 ягнят от каждой сотни овцематок и настригла в среднем по 4 килограмма шерсти с каждой овцы. Указом Президиума Верховного Совета СССР от 22 марта 1966 года удостоен звания Героя Социалистического Труда с вручением ордена Ленина и золотой медали «Серп и Молот».
После выхода на пенсию проживал в селе Баш-Булак Кара-Сууского района, где скончался в 1976 году.